# 紅燈照

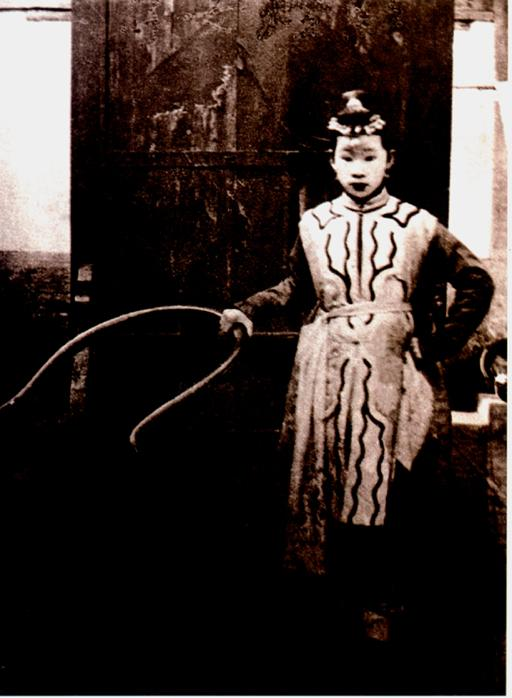
紅燈照成員

红燈照，一作紅燈罩，是義和團運動中的女性組織之一，其他類似的組織尚有青燈照、藍燈照、黑燈照、砂鍋照等，但以紅燈照最為重要著名。

## 義和團女性組織概況
義和團的組織，是以壇為基層單位，分屬於八卦八個團（總壇），各團有老師為首領，而壇有大師兄、二師兄等為其領導。義和團中婦女組織亦類似男性組織，但其獨立於男性各團之外，而有自己的壇口，然而經常附屬於某個總壇而與之配合，例如黃蓮聖母所領導的天津紅燈照及張德成的坎字團就是這種關係。團員一般彼此以姐、師妹稱呼，其首領稱作大師姐、二師姐…等，在天津的紅燈照，則稱其首領為黃蓮聖母、二仙姑。婦女組織的發展以天津城最發達，並以其為中心在四周地區發展。  
義和團中的婦女組織見於記載的有紅燈照、青燈照、藍燈照、黑燈照及砂鍋照等。其中紅燈照，按當時人記載，「女童習紅燈罩」，或說紅燈照用「十許歲之女孩」，又說大致上是「取十八歲以下至十二歲以上之閨女」。一般說法是她們全身穿著紅色裝束，手提紅燈籠，故稱作紅燈照。
相較於紅燈照為較年輕的女性，其他的婦女組織如藍燈照、青燈照、砂鍋照等，多是中年以上的婦女，尤其是寡婦所組成，例如有「婦人習藍燈照」的說法，又一說青燈照是四十歲左右的婦女，而黑燈照為一寡婦創辦，團員多為青年寡婦。總之這幾個組織大致上是中年以上的婦女尤其是寡婦所組成的，各組織按其裝束的顏色作為區分，但這些組織重要性和知名度不如紅燈照，幾乎不見於文獻記載。

## 紅燈照女性的背景
義和團中婦女的出身類似於男性，多來自於社會的中下階層。例如天津紅燈照的領袖黃蓮聖母林黑兒，即本出自船家，曾和父亲走江湖表演杂技为生，她在天津地區就多召集下層的女子加入紅燈照。又如在義和團中地位不低的女性翠雲孃，早年也是與父親賣藝江湖為生的。下層的婦女們較感受到生活的困苦及外人和教民的壓迫，且較易相信迷信的法術信仰，因此加入者較多。

## 紅燈照女性的訓練
義和團為一具民間信仰色彩的武術團體，因此紅燈照亦有種種的武術和法術訓練，平時在她們師父的領導之下，會練習如揮刀、煽扇子等的功夫，訓練常十分嚴格而辛苦。
而據說紅燈照女性經過七七四十九天的練習之後，可步行水上而不溼，並可騰空而飛，又手中扇子一揮，則敵人大炮會不響，或者船艦房屋會自然起火等等。這些法術雖多半為迷信和宣傳的幌子，但也因此吸引了更多女性的加入。

## 紅燈照在義和團運動中的活動
在義和團運動中，婦女的主要參與包括醫療救護、情報的搜集、實際作戰、以及在宣傳和團員心理上的支持等。
在醫療方面，紅燈照的黃蓮聖母可能學過一些中醫、草藥的道理，自稱能醫治各種病傷，又宣稱能用香灰治槍傷，因此向她求醫之人甚多，而且據一些參與義和團運動的老年人的口述，她們真的醫治好了不少受傷之人，並且稱贊黃蓮聖母的醫術。 
在宣傳和心戰上，如黃蓮聖母到鐵鋪買螺絲，卻自稱盜自洋人大炮，又用各種神蹟的宣傳，使人們相信紅燈照都具有神力，一方面使人們敬服，一方面能提振團眾的信心及士氣。而另外有所謂「踩城」的制度，每隔七到十日出戶繞村子跑，邊耍刀邊喊口號；又有「出風」，即在公共場合練功夫。藉著這些方式，達到對大眾宣傳的效果。
在實際作戰上，一方面紅燈照經常四處出動，憑藉她們的「法術」焚燒西人房屋教堂及船隻等，她們因被認為不怕「穢物」、不怕槍炮，因此常與義和團男性組織聯合作戰，由天津的義和團首領張德成常和黃蓮聖母聯繫，商討作戰計畫，可看出二者在戰場上的緊密關係，紅燈照成員們雖為女性，但在史料中記述許多人在戰場上作戰英勇，視死如歸，在東北也有紅燈照組織對抗俄軍的記載。 
當時下層百姓受到外人及教民欺侮而生活困苦，正需要如聖母或紅燈照仙姑們這種一方面「法力高強」能對抗外人保護大家，另一方面又具有溫柔女性形象的「神」來作為心靈上的慰藉，這和中國傳統女姓神祇如觀音、媽祖等廣受到大眾歡迎的情形頗為類似，而義和團也正利用這種群眾心理，刻意地以宗教宣傳等手法塑造出了紅燈照及聖母們「女神」的形象。

## 紅燈照的失敗
紅燈照女子雖努力於仇外的運動，但畢竟其倚仗的是迷信的法術，其後八國聯軍攻入天津，天津城破，黃莲聖母及城內的紅燈照女性，都被抓被殺，不少女子被抓時態度多十分從容，亦有不少人求自殺殉死，其他地區的紅燈照組織也隨着義和團和清軍的失敗而瓦解。

## 紅燈照組織與婦女地位

### 具神性的女性
在紅燈照中，可看到不少女性因加入而提高了自身地位，獲取了權力。如天津紅燈照首領黃蓮聖母，清朝官員裕祿以一品大臣之尊，竟曾經朝拜之，她和其妹三仙姑行走時，皆有大批男子隨侍保護，人民敬之為神。而對於紅燈照女子，「人民皆焚香跪接，不敢仰視，稱為仙姑，拳匪遇之，亦跪伏道旁」。 
雖然她們的地位及權力異常地超出一般婦女，甚至更高於義和團中的男性，她們被尊敬甚至崇拜，並非是因為她們女人的身分，而是她們被視為「神」，她們是靠著宗教上的力量，被認為受到神明的附身，具有神性，因此能夠得到甚高的地位，因此並不表示婦女在社會上地位的提高。

### 仍存在的女性歧視
就整體上看來，義和團對於一般的女性是甚為鄙視的，他們認為婦女是污穢的，他們的法術常會因婦女的污物而被破，因此在他們的活動地區，經常禁止婦女出屋。一種說法是因為男性義和團員因會受外國人和教民婦女「穢物」的影響，而被破解法術，故要靠同為女性的紅燈照來「以毒攻毒」對抗敵人。這些想法都仍延續中國傳統對女性的歧視。也可見少數女性的受到重視尊敬仍只是一個表象，一般婦女仍然地位甚低而不受重視。

### 以排外為目的達成的婦女解放
但另一方面，紅燈照婦女的活動實際上打破了傳統婦女在生活上的一些限制，參加義和團婦女組織的女子，得以藉著修習法術、保衛國家等「正當」的理由，在生活上突破傳統的家庭和禮教對於女子的種種束縛，如女子不得任意出戶，女子不得參與公領域事務等等。
而在婦女身體解放的主張上，義和團中有婦女不梳頭，不纏足的說法，似乎是主張解放傳統對於婦女身體的束縛。但這種說法卻經常是配合著義和團仇外愛國的想法及行動而起，如義和團歌謠唱道「婦女不梳頭，砍去洋人頭，婦女不裹腳，殺盡洋人笑呵呵」，似乎並未認真看待婦女身體解放的問題，而更著重於殺洋人的目的。而不纏足不梳頭的最大的目的，實是認為纏足、梳頭會造成穢物，會破解義和團的法術，因此才加以禁止。此外不纏足的主張也應是有利於行動和作戰上的方便。

## 紅燈照為主題的文藝作品
大都會電影公司（米高梅的前身）於1919年拍摄了默片《紅燈照》，這是第一位美籍華人好萊塢影星黄柳霜首次演出電影。
九场京剧《红灯照》，1977年由中国京剧院四团演出，吕瑞明、阎肃编剧，杨秋玲、刘长瑜等主演。此剧在1979年荣获文化部颁发的建国三十周年献礼演出剧本创作一等奖，演出一等奖。并被改编为话剧、评剧、豫剧、淮剧、山东梆子、秦腔、越剧、陇剧等剧种演出。

### 引用
1. ↑  .   [2024-05-18]. （原始内容存档于2024-05-17）.
2. ↑  Graham Russell Gao Hodges 郝吉思.  (PDF). 由王旭; 李文硕; 杨长云翻译. Hong Kong University Press. 2013年1月1日: 18  [2021年10月27日]. ISBN 9789888139644. （原始内容 (PDF)存档于2021年12月26日）.
3. ↑  “红灯照(九场京剧)”剧本，作者：吕瑞明 ,阎肃，发表于《人民戏剧》，1977年10期，第15-41页。
4. ↑  李紫贵：“我怎样导演《红灯照》”，《人民戏剧》，1978年第1期，第43-47页。